# Carlos Pena Jr.
Carlos Roberto Pena Jr. da sposato divenuto Carlos Roberto PenaVega (Columbia, 15 agosto 1989) è un attore, cantante e ballerino statunitense; meglio conosciuto per aver interpretato il ruolo di Carlos Garcia in Big Time Rush, e per essere membro della omonima band.

## Biografia
Carlos Pena Jr. è nato a Columbia, negli Stati Uniti, da madre dominicana e padre venezuelano, ma è cresciuto a Weston in Florida. Ha frequentato la Sagemont Upper School.

## Carriera

### Televisione
Il suo primo ruolo importante lo ottiene all'età di quindici anni, quando partecipa ad un episodio di E.R. - Medici in prima linea, a cui seguono altre partecipazioni in Giudice Amy, Summerland, e Ned - Scuola di sopravvivenza. Inoltre compare in alcune rappresentazioni locali di Grease e Man of La Mancha e in I Thunderman.
Nel 2004 è apparso nella serie televisiva Ned - Scuola di sopravvivenza interpretando la parte di un'ape killer, che vince delle gare di spelling. Dopo essersi diplomato, Pena frequenta il conservatorio di Boston Child's Play. Durante questo periodo viene scelto per prendere parte alla serie televisiva Big Time Rush (2009-2013) e fu quindi costretto quindi a lasciare il conservatorio e trasferirsi a Los Angeles nell'agosto 2009.

### Musica
Dal 2009, entra a far parte della boy band statunitense Big Time Rush, con all'attivo 4 album in studio e 2 EP.
Il 14 febbraio 2014 Carlos ha pubblicato il suo primo singolo da solista intitolato "Electrico" che ha riscosso un buon successo raggiungendo la vetta della top 10 della Latin iTunes. Nel 2017 ha pubblicato il suo secondo singolo, "Bésame" (in collaborazione con MAFFiO).
Teatro
Nel 2016 inoltre Carlos partecipa in Grease Live dove interpreta la parte di Kenickie con Vanessa Hudgens.

## Vita privata
Il 4 gennaio 2014 sposa l'attrice Alexa Vega. Dal matrimonio, cambia il proprio cognome e quello dell'attrice in PenaVega. Hanno tre figli: Ocean King (nato il 7 dicembre 2016), Kingston James (nato il 30 giugno 2019) e Rio Rey (nata il 7 maggio 2021). Nel novembre 2023 hanno annunciato di aspettare il loro quarto figlio. 
Nell'aprile 2024, tramite un post su instagram, la coppia annuncia la scomparsa della figlia appena nata. 

## Filmografia

### Film
- Little Birds, regia di Elgin James (2011)
- Grease: Live, regia di Thomas Kail e Jonathan Tolins (2016)
- Killing Hasselhoff, regia di Darren Grant (2017)

### Televisione
- E.R. - Medici in prima linea (ER) - serie TV, episodio 11x08 (2004)
- Ned - Scuola di sopravvivenza (Ned's Declassified School Survival Guide) - serie TV, 3 episodi (2004-2005)
- Summerland - serie TV, episodio 2x03 (2005)
- Giudice Amy (Judging Amy) - serie TV, episodio 6x15 (2005)
- Big Time Rush - serie TV, 75 episodi (2009-2013)
- Big Time Movie (Big Time Rush: The Movie), regia di Savage Steve Holland – film TV (2012)
- How to Rock - serie TV, episodio 1x06 (2012)
- Marvin Marvin - serie TV, episodio 1x19 (2013)
- I Thunderman (The Thundermans) - serie TV, episodio 3x11 (2015)
- I pinguini di Madagascar (The Penguins of Madagascar) - serie TV, 2 episodi (2015) - voce
- Mamma in un istante (Instant Mom) - serie TV, episodio 3x08 (2015)
- Dancing with the Stars - programma televisivo (2015) - concorrente, quarto classificato
- A casa dei Loud (The House Loud) - serie TV (2016-in corso) - voce
- Life Sentence - serie TV, 12 episodi (2018)
- Amore a bordo (Love at Sea) - film TV, regia di Mel Damski (2018)

## Discografia

### Album in studio
- 2010 – B.T.R.
- 2011 – Elevate
- 2013 – 24/Seven
- 2023 - Another Life

### Raccolta
- 2016 – Big Time Rush - The Greatest Hits

### EP
- 2010 – Holiday Bundle
- 2012 – Big Time Movie Soundtrack

### Singoli
- 2010 – Any Kind of Guy
- 2010 – Big Time Rush
- 2010 – Halfway There
- 2010 – Famous
- 2010 – City Is Ours
- 2010 – Worldwide
- 2011 – Boyfriend (con Snoop Dogg)
- 2011 – Til I Forget About You
- 2011 – Music Sounds Better with U (con Mann)
- 2011 – If I Ruled the World (con Iyaz)
- 2012 – Elevate
- 2012 – Windows Down
- 2013 – 24/seven
- 2013 – Confetti Falling
- 2013 – Like Nobody's Around
- 2013 – We Are
- 2021 - Call It Like I See It
- 2022 - Not Giving You Up
- 2022 - Fall
- 2022 - Honey
- 2022 - Dale Pa’Ya
- 2022 - Paralyzed
- 2023 - Can’t Get Enough
- 2023 - Waves

### Solista

#### Singoli
- 2014 –  Electrico
- 2017 – Bésame (feat. MAFFiO)

### Altre
- 2015 – Principio Y Fin (con Evan Craft)
- 2016 – Summer Nights (con il cast di Grease: Live)
- 2016 – We Go Together (con il cast di Grease: Live)
- 2016 – Greased Lightnin' (con il cast di Grease: Live)
- 2016 - See Your Face (con Ashley Wallbridge)

## Doppiatori italiani
Nelle versioni in italiano dei suoi film, Carlos Pena Jr. è stato doppiato da:
- Gabriele Patriarca in Big Time Rush, Life Sentence
- Alessio Puccio in Amore a bordo
- Nanni Baldini in Grease: Live